# Vaitshain
Vaitshain ist ein Ortsteil der Gemeinde Grebenhain im mittelhessischen Vogelsbergkreis.

## Geografie
Vaitshain liegt im südöstlichen Vogelsberg in einer Höhe von 430 m ü. NN. Östlich des Dorfes fließt die Schwarza, die etwa 5 km entfernt nahe der Herchenhainer Höhe entspringt und zwischen Zahmen und Blankenau in die Lüder mündet.

## Ortsgeschichte

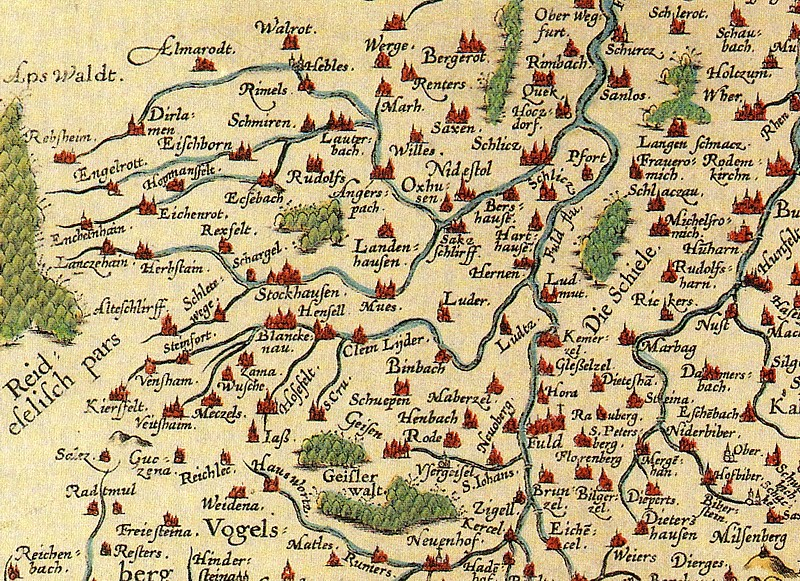
Lage von Veitshain (Veitshaim) auf einer Karte des Klosters Fulda von 1574

### Mittelalter
Entstanden ist Vaitshain vermutlich um 1000 im Zusammenhang mit der zunehmenden Rodung und dem Landesausbau im Vogelsberggebiet während des hohen Mittelalters. 
In einer Schenkungsurkunde des fuldischen Vogts Gerhard und seiner Gemahlin Hacecha über ihre Güter, nämlich zehn Huben in Vaitshain, „Wanesbach“ und „Adelesfelt“,  an das Kloster Fulda wird der Ort Fogetdeshagen genannt. Diese Erwähnung geschah um das Jahr 1076. Sie ist in einem Kopiar, dem Codex Eberhardi, entstanden um 1160, erhalten.
Am 23. November 1338 wurde eine Urkunde über die Verpfändung von Foytishein durch Werner von Blankenwald an die Brüder Johann und Heinrich von Eisenbach ausgestellt. Sie ist die älteste genau datierbare Erwähnung von Vaitshain und wurde auch der 675-Jahr-Feier des Ortes im Juli 2013 zugrunde gelegt. Durch die Verpfändung im Jahr 1338 gelangte Vaitshain in die Hände der Herren von Eisenbach und nach deren Aussterben im Mannesstamm 1428 an die Freiherren von Riedesel.
1481 heißt es in einer Urkunde: „Vaytßhayn“.
In der Namensforschung wird Vaitshain als „Ort des Vogtes“ gedeutet.

### Frühe Neuzeit
Bis zum Ende des Heiligen Römischen Reiches Deutscher Nation und der Mediatisierung im Jahr 1806 war Vaitshain Teil der reichsfreien Herrschaft Riedesel und gehörte zum Gericht Schlechtenwegen (Gerichtssitz ab 1680 in Altenschlirf). Das kleine Dorf befand sich stets in einer besonderen Grenzlage zur Landgrafschaft Hessen-Darmstadt, die es an drei Seiten umgab. Ein markanter und stets umstrittener Grenzpunkt war das 1480 erstmals erwähnte Vaitshainer Mühlwehr am Schnittpunkt der Gemarkungen von Vaitshain und seiner beiden hessischen Nachbarorte Crainfeld und Grebenhain. Die dazugehörige Mühle war bis 1814 in Betrieb. 1542 wurde die hessisch-riedeselische Grenze neu reguliert und abgesteint.
In zwei Zinsregistern des Gerichts Schlechtenwegen aus den Jahren 1537 und 1543 werden die Namen von 13 bzw. 22 zahlungspflichtigen Haushaltungsvorständen genannt. Dies ist die erste Nennung einer größeren Zahl von Vaitshainer Familiennamen.
Die Kinder aus Vaitshain besuchten zunächst die 1540 im Pfarrort Nieder-Moos eingerichtete Schule, bevor das Dorf 1747 einen eigenen Schullehrer erhielt.
Während des Siebenjährigen Krieges fand im Jahr 1759 zwischen Vaitshain und Crainfeld ein kleineres Gefecht zwischen französischen Husaren und Soldaten der Armee von Ferdinand von Braunschweig-Wolfenbüttel statt.
In Vaitshain galten die Riedesel’schen Verordnungen aus dem 18. Jahrhundert als Partikularrecht. Das Gemeine Recht galt nur, soweit diese Verordnungen keine Bestimmungen enthielten. Dieses Sonderrecht behielt theoretisch seine Geltung auch während der Zugehörigkeit zum Großherzogtum Hessen im 19. Jahrhundert, in der gerichtlichen Praxis wurden aber nur noch einzelne Bestimmungen angewandt. Das Partikularrecht wurde zum 1. Januar 1900 von dem einheitlich im ganzen Deutschen Reich geltenden Bürgerlichen Gesetzbuch abgelöst.

### Neuere Geschichte
Nach der Eingliederung in das Großherzogtum Hessen 1806 gehörte Vaitshain zunächst zum Amt Altenschlirf. Nach dem Inkrafttreten der neuen hessischen Gemeindeordnung und Kreisordnung 1821 wurde Vaitshain in den Landratsbezirk Herbstein (ab 1825 Landratsbezirk Lauterbach) eingegliedert. 1848 wurde das Dorf Teil des kurzlebigen Regierungsbezirks Alsfeld und kam nach dessen Auflösung 1852 zum Landkreis Lauterbach.
Von 1821 bis 1908 bildete die Gemeinde Vaitshain gemeinsam mit der Nachbargemeinde Bannerod einen Bürgermeistereiverband, zu dem ab 1887 auch noch die im Norden gelegenen Gemeinden Nösberts und Weidmoos gehörten.
Zwischen 1831 und 1857 wurde die Staatsstraße (identisch mit der heutigen Bundesstraße 275) zwischen Lauterbach und Gedern gebaut, welche auch durch Vaitshain führte. Die 1901 zwischen Lauterbach und Grebenhain eröffnete Vogelsbergbahn führte zwar durch die Gemarkung Vaitshain, jedoch erhielt das Dorf keinen eigenen Haltepunkt an der Strecke. 1910 wurde ein neues Schulhaus gebaut. 1921 erfolgte der Anschluss an das Stromnetz des Überlandwerks Oberhessen.
Die Vaitshainer Schule wurde 1939 wegen zu geringer Schülerzahlen zunächst geschlossen und die Kinder in Grebenhain eingeschult. 1947 wurde die Schule jedoch wieder eröffnet, nachdem die Bevölkerungszahl von Vaitshain durch die Einweisung zahlreicher Heimatvertriebenen deutlich zugenommen hatte. 1965 wurde die einklassige Volksschule infolge der Schulreform in Hessen zugunsten der neuen Mittelpunktschule (Oberwaldschule) in Grebenhain endgültig geschlossen. Das Schulhaus wurde anschließend zu einem Dorfgemeinschaftshaus umgebaut.

### Vaitshain in der Großgemeinde Grebenhain
Im Zuge der Gebietsreform in Hessen fusionierte die Gemeinde Vaitshain mit zehn benachbarten Gemeinden freiwillig zum 31. Dezember 1971 zur neugebildeten Großgemeinde Grebenhain. Seit dem 1. August 1972 gehört der Ort außerdem zum damals neugebildeten Vogelsbergkreis.
Für die eingegliederten Gemeinden von Grebenhain wurden je ein Ortsbezirk mit Ortsbeirat und Ortsvorsteher nach der Hessischen Gemeindeordnung gebildet.
1975 wurde nach dem vorausgegangenen Bau einer Ortskanalisation eine gemeinsame Kläranlage für Grebenhain und Vaitshain in Betrieb genommen, die 1986 erweitert wurde.

### Einwohnerentwicklung
- 1961: 113 evangelische (= 100,00 %) Einwohner[1]

| Vaitshain: Einwohnerzahlen von 1834 bis 2020 | Vaitshain: Einwohnerzahlen von 1834 bis 2020 | Vaitshain: Einwohnerzahlen von 1834 bis 2020 | Vaitshain: Einwohnerzahlen von 1834 bis 2020 | Vaitshain: Einwohnerzahlen von 1834 bis 2020 |
| --- | -------------------------------------------- | -------------------------------------------- | -------------------------------------------- | -------------------------------------------- |
| Jahr |                                              |                                              |                                              | Einwohner                                    |
| 1834 | 1834                                         |                                              | 136                                          | 136                                          |
| 1840 | 1840                                         |                                              | 125                                          | 125                                          |
| 1846 | 1846                                         |                                              | 136                                          | 136                                          |
| 1852 | 1852                                         |                                              | 111                                          | 111                                          |
| 1858 | 1858                                         |                                              | 114                                          | 114                                          |
| 1864 | 1864                                         |                                              | 115                                          | 115                                          |
| 1871 | 1871                                         |                                              | 101                                          | 101                                          |
| 1875 | 1875                                         |                                              | 108                                          | 108                                          |
| 1885 | 1885                                         |                                              | 109                                          | 109                                          |
| 1895 | 1895                                         |                                              | 108                                          | 108                                          |
| 1905 | 1905                                         |                                              | 134                                          | 134                                          |
| 1910 | 1910                                         |                                              | 119                                          | 119                                          |
| 1925 | 1925                                         |                                              | 124                                          | 124                                          |
| 1939 | 1939                                         |                                              | 116                                          | 116                                          |
| 1946 | 1946                                         |                                              | 186                                          | 186                                          |
| 1950 | 1950                                         |                                              | 163                                          | 163                                          |
| 1956 | 1956                                         |                                              | 132                                          | 132                                          |
| 1961 | 1961                                         |                                              | 113                                          | 113                                          |
| 1967 | 1967                                         |                                              | 117                                          | 117                                          |
| 1970 | 1970                                         |                                              | 110                                          | 110                                          |
| 1980 | 1980                                         |                                              | ?                                            | ?                                            |
| 1990 | 1990                                         |                                              | ?                                            | ?                                            |
| 2000 | 2000                                         |                                              | ?                                            | ?                                            |
| 2011 | 2011                                         |                                              | 120                                          | 120                                          |
| 2015 | 2015                                         |                                              | 85                                           | 85                                           |
| 2020 | 2020                                         |                                              | 77                                           | 77                                           |
| Datenquelle: Historisches Gemeindeverzeichnis für Hessen: Die Bevölkerung der Gemeinden 1834 bis 1967. Wiesbaden: Hessisches Statistisches Landesamt, 1968. Weitere Quellen: ; Gemeinde Grebenhain: webarchiv; Zensus 2011 |                                              |                                              |                                              |                                              |

## Religion
Vaitshain gehörte von 1011 bis 1524 und gehört wieder seit 1920, nach einer fast vierhundertjährigen Unterbrechung, zur Pfarrei im benachbarten Crainfeld. 1524 wurden die im Gebiet der Riedesel zu Eisenbach gelegenen Dörfer des Kirchspiels jedoch von der auf hessischem Gebiet stehenden Mutterkirche abgetrennt und zur eigenständigen Pfarrei Nieder-Moos erhoben. 1528 wurde die Reformation in dem neugegründeten Kirchspiel eingeführt, woraufhin Vaitshain bis 1945 rein evangelisch blieb. Auf Ersuchen der Filialgemeinde erfolgte 1920 die Abtrennung von Vaitshain vom Kirchspiel Nieder-Moos und die erneute Angliederung an Crainfeld. Bedingt durch den langen und beschwerlichen Fußweg zur Mutterkirche in Nieder-Moos besuchten die meisten Ortswohner bereits lange zuvor fast nur noch die Gottesdienste in Crainfeld.

## Politik
Ortsvorsteherin von Vaitshain ist Heidolore Fink-Knoblauch (Stand 2021).

## Kultur und Sehenswürdigkeiten

### Vereine
In Vaitshain bestehen heute folgende Vereine und Vereinigungen (Gründungsjahr in Klammern):
- Freiwillige Feuerwehr Vaitshain (1933)
- Kultur- und Dorfverein Vaitshain (2012)

### Kulturdenkmäler
Siehe Liste der Kulturdenkmäler in Vaitshain.

## Wirtschaft und Infrastruktur

### Wirtschaftsstruktur
Das ursprünglich landwirtschaftlich geprägte Dorf wandelte sich ab Beginn der 1970er Jahre zum reinen Arbeitspendler-Wohnort, der durch die Nähe zum Kernortsteil Grebenhain geprägt wird.

### Verkehr
Durch Vaitshain führt die Bundesstraße 275. Im Jahr 2000 wurde auf der am Ort vorbeiführenden Trasse der ehemaligen Vogelsbergbahn der Vulkanradweg eröffnet, der zum Bahnradweg Hessen gehört.